# Чунцинский университет
Чунцинский университет (кит. 重慶大學, Chóngqìng Dàxué, аббревиатура — CQU) — ведущий национальный университет КНР, расположенный в городе Чунцин. Находится под прямым управлением Министерства образования КНР и является одним из первых университетов, вошедших в общенациональные проекты «211» и «985».

## История
Чунцинский университет был основан в 1929 году генералом Лю Сяном и приобрёл статус государственного университета в 1942 году. К 1949 году Чунцинский университет превратился в крупное высшее учебное заведение, включающее в себя факультеты гуманитарных наук, естественных наук, инженерный факультет, школу коммерции, юридический и медицинский факультеты.
В 1952 году во время проведения общегосударственной реорганизации высшего образования в КНР, научно-исследовательские интересы университета были направлены в сторону политехнических наук. В 1960 году Чунцинский университет был назван в качестве одного из ведущих национальных университетов. С момента внедрения реформ и политики открытости внешнему миру в Китае, университет вновь сделал ставку на такие дисциплины, как классическая литература, управление бизнесом, искусство, спортивное образование, что еще более ускорило процесс развивается сама в полной вуза. В середине 80-х годов университет получил право принимать на обучение иностранных студентов.
31 мая 2000 года университет объединился с Чунцинским архитектурным университетом (кит. 重庆建筑大学) и Чунцинским строительным колледжем (кит. 重庆建筑专科学校), сформировав современный Чунцинский университет.

### Настоящее время
Чунцинский университет включает 28 факультетов (школ), а также аспирантуру, Городской колледж науки и техники, Колледж непрерывного образования, а также колледж сетевого образования. В университете в настоящее время обучается в общей сложности 50 000 студентов, из которых 20 000 являются студентами магистерских и докторских программ. Университет предлагает образование в рамках 256 магистерских программ, 18 профессиональных магистерских программ, а именно MBA, EMBA, MPA, и 89 программ бакалавриата в 8 различных научных категориях.
В настоящее время университет имеет в общей сложности 5400 преподавателей и сотрудников, в число которых входят 2700 штатных преподавателей, 3 члена Китайской инженерной академии, 5 членов аттестационной группы Комитета по присуждению учёной степени Госсовета Китая, 9 приглашённых профессоров по государственной специальной программе «Учёные Янцзы», 11 профессоров, включённых в список государственной программы «Самые талантливые учёные Китая», 15 профессоров, получивших звание «Молодые специалисты, внесшие ценный вклад в развитие страны», 330 специалистов, получивших особые государственные премии, 277 научных руководителей докторантов, 355 профессоров, 1066 доцентов.
Чунцинский университет осуществляет международное сотрудничество более чем с 40 университетами из 20 стран. В том числе с такими вузами России, как Пензенский государственный университет, Донской государственный технический университет, Санкт-Петербургский государственный технологический институт, Московская государственная консерватория, РХТУ им. Д. И. Менделеева. Ежегодно для чтения лекций и проведения исследовательской работы приглашает несколько десятков специалистов из-за рубежа.

## Факультеты
- Инженерный факультет
  - Школа машиностроения
  - Школа термальной инженерии
  - Школа электроинженерии
  - Школа материаловедения и инженерии
  - Школа природных ресурсов и инженерии
- Строительный факультет
  - Школа архитектуры и городского планирования
  - Школа гражданского строительства
  - Школа городского строительства и природопользования
  - Школа строительного менеджмента и недвижимости
- Факультет информационных наук и технологии
  - Школа вычислительной техники и компьютерных технологий
  - Школа автоматизации
  - Школа телекоммуникации
  - Школа оптоэлектроники
  - Школа программного обеспечения компьютера
- Факультет искусств и науки
  - Школа иностранных языков
  - Школа искусства
  - Школа литературы и журналистики
  - Школа кинематографии Мэйши
  - Химическая школа
  - Школа биоинженерии
  - Физическая школа
  - Школа математики и статистики
  - Школа физкультуры и спорта
  - Школа естественных наук
- Школа экономики и бизнес-администрирования
- Школа юриспруденции

### Кампус
Чунцинский университет занимает общую площадь более 3,65 квадратных километров и включает четыре университетских городка.